# 洛東自動車教習所
株式会社洛東自動車教習所（らくとうじどうしゃきょうしゅうじょ）は、かつて京都府京都市山科区西野山中臣町41 に所在した指定自動車教習所を運営していた企業。

## 取得免許
- 自動二輪車免許（普通・大型）大型はMTのみ。
- AT二輪免許(普通・小型限定)
- 普通自動車車免許

## 教習車
- 普通自動車・日産ブルーバードシルフィ　2015年よりマツダ・アクセラ
- 大型二輪MT・ホンダNC750L
- 普通二輪MT
- 普通二輪AT
- 小型二輪AT
- 小型二輪MT

## 所在地
- 〒607-8305 京都府京都市山科区西野山中臣町41

## 沿革
- 1964年（昭和39年）8月10日 設立
- 1965年（昭和40年）11月1日 京都府公安委員会指定のもとに普通自動車の教習業務を開始。
- 2016年（平成28年）3月31日 新規教習生の募集を停止
- 2016年（平成28年）9月15日 全ての教習生が教習を終え営業終了(閉所)
- 2016年（平成28年）12月31日 閉校

## 送迎バス

### 月曜日以外
いずれの便も1時間間隔
- Aコース 京都大学・華頂短大・五条京阪・四条京阪・三条京阪・日ノ岡方面
- Bコース
  - 伏見桃山・京都教育大学方面　10本
  - 近鉄momo・醍醐・六地蔵・京都橘大学方面　8本
- Cコース
  - 龍谷大学・聖母女学院･藤ノ森方面 6本(日曜日は5本)
  - 一部の馬町・京都駅経由・龍谷大学方面　5本(日曜日は4本)
- Dコース 京都駅・京阪七条・五条坂・京都女子大学方面 6本
- Eコース JR山科駅・京阪四ノ宮・藤尾・京都薬科大学方面

### 月曜日
- 月曜日便 （二輪教習者のみ利用可）
  - JR山科駅方面 6本
  - 京都駅・阪急河原町・七条京阪・五条京阪方面 4本

## その他
- この教習所はコースの広さは閉鎖当時、京都市内No.1であった。

## 主な卒業生
- 中島知子(元オセロ)